# (8705) 1994 AL3
A (8705) 1994 AL3 a Naprendszer kisbolygóövében található aszteroida. Shiozawa H és Urata Takesi fedezte fel 1994. január 8-án.